# کریستین جنسن لوفتوس
کریستین جنسن لوفتوس (انگلیسی: Christian Jensen Lofthuus؛ ۱۵ مه ۱۷۵۰ – ۱۳ ژوئن ۱۷۹۷) یک کشاورز شناخته شده اهل نروژ بود که از سال ۱۷۸۶ تا ۱۷۸۷ یک شورش بزرگ دهقانی را رهبری میکرد. وی در ۱۵ مارس ۱۷۸۷ دستگیر شد و به حبس ابد محکوم شد و در سال ۱۷۹۷ به علت سکته مغزی در قلعه آکرشوس درگذشت.